# Georg Friedrich Cardinal von Widdern
Georg Friedrich Cardinal von Widdern (* 18. Oktober 1721 in Teschen, Oberschlesien; † 16. November 1804 in Köpenick) war ein deutscher Jurist und Bürgermeister von Köpenick.

## Leben
Er war der Sohn von Friedrich Wilhelm Cardinal von Widdern (* 1686) und Helene Polyxena Cardinal von Widdern (geb. von Fragstein).
Cardinal von Widdern war Justiziar auf den Ämtern Großmachnow und Saarmund, bevor er 1749 Rendant und Hofrat von Henriette Marie von Brandenburg-Schwedt wurde. Der damals 39-jährigen Henriette Marie war, als Mitglied der königlichen Familie, 1749 das Köpenicker Schloss von König Friedrich II. als Witwensitz zugewiesen worden. Sie nahm großen Anteil an der städtischen Entwicklung, und in der Absicht, auch auf die Verwaltung der Stadt Köpenick Einfluss zu nehmen, bemühte sie sich, gegen den anfänglichen Widerstand des Königs, das Bürgermeisteramt mit einem ihrer Hofräte zu besetzen. Cardinal wurde schließlich am 14. August 1756 von Friedrich II. als Erster (Regierender) Bürgermeister von Köpenick eingesetzt.
Nur wenige Monate nach seinem Amtsantritt bewahrte er Köpenick 1757 vor der Einnahme durch österreichische Truppen unter General Andreas Hadik von Futak im Siebenjährigen Krieg und der Schutzgeldzahlung von „Tausend Reichsdahler“ als „Brand-Steuer“. Er machte die Lange Brücke zur Verteidigungsanlage, denn deren Mittelteil war wegen der Flussschifffahrt aufziehbar. Die bereits am anderen Dahme-Ufer biwakierenden Husaren mussten unverrichteter Dinge weiterziehen, erzielten jedoch wenige Tage später beim Berliner Husarenstreich eine wesentlich größere Kontribution. Unter Hadiks Kontributionsbefehl vom 12. Oktober 1757, der Köpenick wie anderen märkischen Städten zugegangen war, schrieb Bürgermeister Cardinal eigenhändig seinen Erledigungsvermerk:

„Vermittelst der Aufziehung der Aufzugbrücke ist der General von Hadik abgehalten, und in die Stadt mit seinem Corps nicht eingelassen worden, hat auch von der verlangten Kontribution nicht einen Heller bekommen, sondern die Stadt ist Gottlob gäntzlich verschont geblieben, welches zur Nachricht anhiero notirt worden. […]“

Die Einnahme und Plünderung Köpenicks durch russische Truppen unter General von Tottleben im Zuge der Russischen Besetzung Berlins 1760 konnte er dann jedoch nicht mehr verhindern, was der Beginn des wirtschaftlichen Verfalls der Stadt war. Der Gesamtverlust der Köpenicker Bürgerschaft durch Zerstörung, Plünderung und Kontributionszahlung belief sich auf 58 955 Taler, 20 Groschen und 7 Pfennigen – nur ein Bruchteil davon wurde vom preußischen König durch Lieferung von Saat- und Brotgetreide sowie Bargeld (9 545 Taler, 5 Groschen) ersetzt. Der Hauptschaden für Köpenick bestand jedoch im Verlust von 150 Kühen, 80 Ochsen und 92 Pferden, die von den russischen Truppen geraubt wurden. Ein Jahr nach der Plünderung war die Stadtkasse nicht in der Lage, notwendige Wiederherstellungsarbeiten an der die Spree überquerenden Dammbrücke zu bezahlen. 1771 berichtet Cardinal, dass für die Ernährung der Köpenicker bis zur nächsten Ernte nicht einmal ein Viertel des dringend benötigten Brotgetreides vorrätig ist, dass die besten Weiden ein Raub des Hochwassers geworden sind, das Vieh ohne Raufutter in den nassen Ställen verhungert, die halbe Stadt überschwemmt ist, aber „fremdes Geld gehet sehr sparsam in unsere Stadt ein. Die Armuth gehet mit traurigen Gesichtern und alle übrigen Einwohner verlieren den Muth.“
1785 kürten die Köpenicker Ratsmänner einen neuen regierenden Bürgermeister. Zuvor hatte Cardinal von Widdern beim König um Gestellung eines Adjunkten auf Grund seines Alters und der bei der russischen Plünderung erlittenen Verletzungen gebeten, was dieser verweigerte. Bei dessen Amtsantritt am 24. Juni 1785 trat von Widdern gegen eine Leibrente auf Lebenszeit in den Ruhestand.
Er wurde in Köpenick auf dem evangelischen St.-Laurentius-Friedhof beigesetzt. Das Grab ist nicht erhalten.
Im Oktober 1936 wurde im Berliner Ortsteil Köpenick die Cardinalstraße nach ihm benannt.
Familie
Er heiratete 1750 Sophia Anna Luise, geb. Webber (* 1725; † Februar 1804), mit der er drei Töchter hatte: Henriette Mariane (* 1751), Amalie Sophie, spätere von Lüberitz (* 1757). Die Lebensdaten der dritten Tochter sind bisher nicht bekannt.